# 野久保直樹
野久保 直樹（のくぼ なおき、1981年5月14日 - ）は、日本の俳優、タレント。静岡県磐田市出身。株式会社ブレークポイントがマネージメント業務を担当。身長175 cm。

## 略歴
興誠高等学校卒業後に芸能界を目指し上京、専門学校に進む。後にワタナベエンターテインメント所属となり、2004年8月、前月に行われた同事務所主催の「第1回D-BOYSオーディション」受賞者たちと共に、若手男優集団D-BOYSの新規加入選考を兼ねた「集中稽古」に参加した。10月にテレビドラマ『マザー&ラヴァー』に出演。
2005年1月より『H2〜君といた日々』に出演、同年末以降の公式プロフィールでは事実上本作をデビュー作品としている。以降もテレビドラマ出演は続くが俳優として知名度を上げることはなく、バラエティ番組での活動が中心となった。
2006年7月、『クイズプレゼンバラエティー Qさま!!』内「芸能界潜水選手権」コーナーに出演。同年9月放送の同番組2時間スペシャルにおいては、「ダイナミック・アプネア・フィン無し」で安田大サーカス・団長の115mを抜き、当時の潜水日本記録である116mを樹立した。これ以降も数度『Qさま!!』のこのコーナーに出演した。
2006年11月29日、クイズバラエティ番組『クイズ!ヘキサゴンII』に初出演。2007年夏頃から常連出演者となり、珍解答を連発した事により「おバカタレント」としてブレイク。さらに当時、番組上で同じく「おバカタレント」として人気だった共演者のつるの剛士、上地雄輔とともにユニット・羞恥心を結成し、2008年4月に「羞恥心」でCDデビュー。CDはオリコン初登場2位を記録し、個人としても映画や連続ドラマ出演、単独でのバラエティ番組出演など活動の場を拡げた。
翌2009年1月の羞恥心活動休止後も舞台の主演等で活動するが、同年4月の事務所独立騒動（後述）により活動が激減。同年7月25日・26日放送の『FNSの日26時間テレビ 2009 超笑顔パレード 爆笑!お台場合宿!!』のエンディングにおいて、総合司会の島田紳助から野久保が当面の間、芸能活動を休止する事が発表された。これ以降、野久保は一時的に表から姿を消し、同時に『ヘキサゴンII』も降板。そのまま最終回まで出演はなかった。(2010年2月に放送された総集編ではヘキサゴン初登場時のVTRが流れた。)
2010年4月1日にワタナベエンターテインメント公式サイトからプロフィールとブログが削除され、同事務所を離籍したことが明らかとなった。その数日後、劇団たいしゅう小説家のホームページで舞台『キマズゲ〜愛のことば〜』に出演することが告知され、本作品で芸能活動復帰となった。
同年6月、劇団たいしゅう小説家から派生した俳優集団「愛のかたまり」（2011年に「ai-kata」と改名）に参加し、個人でもTwitterを開始し、集団が業務提携をしている(株)ブレークポイントにファンレター受付業務などを委託する。「ai-kata」では舞台公演のほか、ファンクラブの結成やイベントでも活動するようになる。
2011年11月26日に幕張メッセにて開催された『クイズ!ヘキサゴンII』最後のライブ『ヘキサゴンファミリーコンサート 2011 WE LIVE ヘキサゴン』にサプライズで出演。羞恥心が一日限りで再結成され、同時に解散が発表された。
2012年1月、同年4月から上演される舞台『銀河英雄伝説 第二章 自由惑星同盟篇』の制作発表記者会見に出席し、「3年ぶりに公の場に登場」と扱われた。同年9月、TOKYO MX『男子ing!!』で3年半ぶりにテレビドラマに出演。
2020年3月からロサンゼルスに拠点を移し、俳優として活動。2024年に帰国。

## 人物
小学生の頃から野球をはじめ、将来はプロ野球選手を志していた。中学校時代にはシニアリーグの「浜松シニア」に所属し、チームメイトだった1年先輩の後藤武敏らと共に全国大会で準優勝している。2年生の時には明治神宮野球場でホームランを打つ経験をしている。
興誠高等学校3年生の時にはキャプテンも務めており、中日ドラゴンズのドラフト候補リストに名が挙がっていた。高校の2学年先輩に小田智之と、林昌樹がいる。
安室奈美恵のファンで、学生の頃にファンクラブに入っていたことがある。
過去に多数のオーディションを受けたエピソードを語っている。本人が語ったオーディション例としては、浜崎あゆみのライヴダンサー・オーディションやCHEMISTRYを輩出した『ASAYAN 男子ヴォーカリストオーディション』など。戦隊ヒーローへの憧れも強く、『爆竜戦隊アバレンジャー』や『魔法戦隊マジレンジャー』のオーディションへ参加したことがあるが、採用には至らなかった。
かつては視力が悪かったが、2006年9月にレーシックを受けて視力を回復している。
吃音症だったことを明らかにしている。
「羞恥心」でブレイクした頃、テレビ情報誌『TV Bros.』の読者投稿ページで「ネタ扱いされる芸能人」のひとりとなった。内容は「人気番組の出演者で人気ユニットの一員なのに目立たなくて地味（でも人は良さそう）」という旨のもので、投稿には「がんばれ、のっく!」というタイトルが付けられた。この縁で、2008年9月、2010年5月と表紙及びインタビューで同誌に登場している。
芸能界では高橋光臣や向井理などが、互いに特に親しい友人であると公言している。

### 事務所独立騒動
2009年1月26日付ブログコメント欄での「荒らし行為」のため、続けて更新されていたブログを一旦停止し、2月11日よりコメント欄を閉鎖して再開。その後は順調に更新されていたが、3月30日の更新を最後にブログの更新が止まった。
同年4月20日、新たにアメーバブログにてブログ『フルカウント Never Give Upな人生』を開設。直後から6000件近くのコメントが寄せられた。その記事には所属事務所（ワタナベエンターテインメント）からの独立を匂わすような記述があり、翌21日にはインターネットでも独立のニュースが多数掲載された。しかし開設されたブログは同日中に閉鎖となり、同時に独立に関するニュースもネット上から全て削除された。同日に出席した映画『バーン・アフター・リーディング』のPRイベントでも、記者からの野久保に対する質問は急遽中止、野久保も独立に関するコメントは一切語らなかった。
その後、ワタナベエンターテインメントは「野久保との契約は、現在も続いている」と、独立に関しての報道を全面否定。ブログに関しては「野久保が事前の連絡をせず開設したものであり、午後5時に閉鎖した」と発表した。
この影響もあり、2009年7月末から2010年3月末まで芸能活動を休止。活動復帰後にその時期のことを「この先の役者人生において大事な時だったし、後悔もしてないし、大切な時間でした」と語っている。

## 出演

### テレビドラマ
- マザー&ラヴァー 第1話（2004年10月5日、関西テレビ・フジテレビ系）
- H2〜君といた日々（2005年1月13日 - 3月24日、TBS） - 竹内大空 役
- WATER BOYS 2005夏（2005年8月19日・20日、フジテレビ） - 秀吉 役
- Disneyドラマスペシャル 星に願いを〜七畳間で生まれた410万の星〜（2005年8月26日、フジテレビ）
- 秋の恋愛必勝ドラマスペシャル 小悪魔な女になる方法（2005年9月27日、関西テレビ・フジテレビ系）
- 嬢王 第2話・第9話・最終話（2005年10月15日・12月3日・24日、テレビ東京）
- 夜王 〜YAOH〜（2006年1月13日 - 3月24日、TBS） - 『ロミオ』ホスト 役
- レガッタ〜君といた永遠〜（2006年7月14日 - 9月8日、ABCテレビ・テレビ朝日系） - 久保直樹 役
- きらきら研修医 第2話（2007年1月18日、TBS）
- 愛の劇場 砂時計 第49話（2007年5月17日、TBS）
- 女子アナ一直線! 第5話・第7話（2007年7月30日・8月13日、テレビ東京） - ヒロキ 役
- 夢路 第19回（2007年8月26日、TBS）
- お台場探偵羞恥心 ヘキサゴン殺人事件（2008年8月6日、フジテレビ） - 野久保直樹（本人） 役
- ほんとにあった怖い話 夏の特別編2008「K町のマンション」（2008年8月26日、フジテレビ） - 主演・柳下英治 役
- アベレイジ2「立ち食い蕎麦屋の女」（2008年10月11日、フジテレビ） - 客（4） 役
- パンダが町にやってくる（2008年11月3日 - 12月26日、MBS・TBS系） - 鷲尾仁史 役
- ショコラ3「マリッジブルーの女 婚約者には言えないヒミツ」（2008年12月17日、日本テレビ） - 立花啓太 役
- 特命係長 只野仁 4thシーズン 第33話（2009年1月15日、テレビ朝日） - 浅野勉 役
- 日本史サスペンス劇場「戦国一のしたたか女 お初 戦国サバイバル処世術」（2009年1月28日、日本テレビ） - 京極高次 役
- 血液型別オンナが結婚する方法 第一夜・A型オンナが結婚する方法（2009年2月23日、フジテレビ） - 渡辺誠 役
- ショコラ4「草食男子をオトす肉食女子のヒミツ」（2009年4月1日、日本テレビ） - 堀田健太 役
- 男子ing!! 第1話・第2話（2012年9月14日・10月12日、TOKYO MX） - シンゴ 役
- 大岡越前2 第8回（2014年11月21日、NHK BSプレミアム） - 宮野辺誠四郎 役
- 山本周五郎時代劇 武士の魂 第十一話「金作行状記」（2017年9月5日、BSジャパン） - 但馬守（松平）直常 役

### 配信ドラマ
- トビラ（2013年2月、メディシネマ） - 主演
- 故郷に還る 第2部（2016年1月17日、YouTube） - テツ 役
- 僕の彼女、凶暴につき（2016年6月7日 - 28日、YouTube）

### 映画
- WASABI（2002年2月2日、K2 / 日本ビクター）
- 荒くれKNIGHT（2007年4月28日、トルネード・フィルム） - 牧紅音 役
- トワイライトシンドローム デッドクルーズ（2008年8月2日、ジョリー・ロジャー） - 吾郎 役
- さらば青春、されど青春。（2018年5月12日、日活） - 間島太 役

### オリジナルビデオ
- 荒くれKNIGHT 激闘編（2007年9月19日、ポニーキャニオン） - 牧紅音 役

### 舞台
- プリーズ★ミー（2005年8月、表参道FAB）「MEMBERS ONLY」の一員としてゲスト出演
- limit 〜あなたの物語は何ですか?〜（2006年6月、シアターVアカサカ） - マキロン 役
- なす我儘（2007年2月、新宿タイニイアリス）
- ヘキサな二人（2008年2月、シアターアプル） - ののくぼ 役　※つるの剛士とのダブル主演
- K（2009年2月 - 3月、赤坂ACTシアター/新神戸オリエンタル劇場） - 上原翔 役　※主演
- キマズゲ〜愛のことば〜（2010年4月 - 5月、東京芸術劇場） - 味方正義 役
- More than this -愛のかたまり-（2010年6月、萬劇場）
- 愛のかたまり -summer-（2010年7月、萬劇場）
- OH MY ゴースト!!（2010年8月、中野ザ・ポケット）友情出演（声のみ）
- セツナゲ -愛のかけら-（2010年10月、MAKOTOシアター銀座） - 神田昭博 役　※主演
- オリナカ（2011年2月、萬劇場）
- Nine Blood（2011年5月、あうるすぽっと） - 武羅人 役　※主演
- エンドレス（2011年7月、萬劇場）※主演
- FLY to The MOON!（2011年10月、萬劇場）※主演
- ブービーズ（2011年12月、MAKOTOシアター銀座）
- WHO IS SUNDAYMAN（2012年2月、萬劇場）※主演
- 銀河英雄伝説 第二章 自由惑星同盟篇（2012年4月、東京国際フォーラム/NHK大阪ホール） - ラップ 役
- 五線紙の上のジェーン（2012年6月、あうるすぽっと） - 一馬 役　※モト冬樹とのダブル主演
- 『(株)Dream show』〜略してドリショー〜（2012年8月、萬劇場）※主演
- Cash Mob（2012年10月、萬劇場）※主演
- レンタル彼女（2012年11月 - 12月、中野ザ・ポケット）友情出演  - 石橋 役
- リズミックタウン（2012年12月、シアターサンモール） - ハンス 役
- OH!-ROOM!（2012年12月、萬劇場）ゲスト出演
- アトノマツリ（2013年3月、シアターサンモール） - 空桜樹 役
- Messenger Blues-使い走り、明日に向かって走れ!-（2013年5月、萬劇場）※主演
- SAMURAI挽歌III（2013年6月 - 7月、紀伊國屋ホール ほか） - 謙吉 役
- ZIPANGパイレーツ（2013年8月、あうるすぽっと） - 古谷 役
- キミサリ〜きみ去りしのち2013〜（2013年9月、赤坂レッドシアター）
- 朗読劇『夏影 さよならをするために…』（2013年10月、萬劇場）※主演
- 余白な僕ら（2013年11月、全労済ホールスペース・ゼロ）ゲスト出演
- GUNG（2013年11月 - 12月、萬劇場）
- MOTHER 〜特攻の母 鳥濱トメ物語〜（2013年12月 - 2014年3月、新国立劇場小劇場 ほか） - 金山少尉 役
- 同窓会をひらこう（2014年2月、萬劇場）
- 名主畑リーサとイザナギ君（2014年5月、萬劇場） - イザナギ君 役
- 眠れぬ夜のホンキートンクブルース第二章〜復活〜（2014年5月 - 6月、紀伊國屋サザンシアターほか） - 太陽 役
- 〜宝や旅館〜「げんせんじゃ〜!」2014ver.（2014年7月 - 8月、萬劇場） - 霧島真之介 役
- レイジーミッドナイト（2014年11月15日 - 12月、全国4か所）
- 離スタート!〜OH-ROOM!2〜（2014年12月、萬劇場）ゲスト出演
- 迷探亭小南事件簿-長い友との始まりに（(2015年1月、萬劇場）
- ZIPANGパイレーツ（2015年2月、あうるすぽっと） - ザンギ役
- あしたのおもひで（2015年2月日、新宿村LIVE）ゲスト出演
- La・festa -人生のレシピ-（2015年3月、ブディストホール）
- 眠れぬ夜のホンキートンクブルース第二章 〜飛躍〜（2015年5月 - 6月、紀伊國屋ホールほか） - 太陽 役
- 迷探亭小南事件簿Part2（2015年7月、萬劇場）
- 天元突破グレンラガン〜炎撃篇其の参〜（2015年9月、シアター1010） - アンチスパイラル 役
- レンタル彼女（2015年10月〜11月、笹塚ファクトリー）
- 草葉の陰でネタを書く。（2016年2月、あうるすぽっと）
- チェリーボーイズ（2016年4月、博品館劇場）
- 迷探亭小南事件簿Part3 -ハワイから来た女（2016年5月、萬劇場）
- 覇権ＤＯ！！～戦国高校天下布武～（2016年7月、新宿村live） - タチバナ 役
- 誰かが彼女をしっている（2016年8月、テアトルBONBON） - 加瀬大和 役
- LDK ミディアム（2016年11月、ワーサルシアター） - マスター 役
- WHAT A WONDERFUL LIFE! ～タクフェス特別公演～（2016年12月、東京グローブ座） - 黒須 役
- ～宝や旅館～「げんせんじゃ～！」2017（2017年2月、萬劇場）
- ミュージカル「悪ノ娘」（2016年6月、あうるすぽっと） - レオンハルト 役
- 「サギムスメ」～人生晴れたり曇ったり～（2017年7月、萬劇場） - 松波昌太郎 役
- 迷探亭小南事件簿Part4 -仕掛け花火の女（2017年8月、萬劇場） - マツ 役

### その他テレビ番組
- 音楽戦士 MUSIC FIGHTER（2005年10月 - 2006年3月、日本テレビ）「青木専属イケメンアシスタント」としてレギュラー出演
- ひらめ筋GOLD（2005年10月 - 2006年2月、日本テレビ）Dリーグ「ワタナベアウトオブオーダーズ」の一員として出演
- クイズ!ヘキサゴンII（2006年11月29日 - 2009年7月23日、フジテレビ）
  - 2009年7月の活動休止と同時に降板（2010年4月の復帰後は、1度も出演していない）。
- ザ・ベストハウス123（2007年10月 - 2009年6月、フジテレビ）
- クジラの親子に出逢った!タヒチ・ルルツ島碧の楽園の物語（2007年11月24日、BSジャパン）ナビゲーター
- オジサンズ11（2008年4月 - 9月、日本テレビ）
- Perfumeの気になる子ちゃん（2008年10月 - 2009年3月、日本テレビ）
- みんなの甲子園（2009年3月、MBS）ナビゲーター
- NOKU.ch 美味しいものパラダイス（2012年4月 - 7月、MALL OF TV）メインMC
- Beauty Geek -キレイ、始まる。-（2016年11月 - 2017年5月、LaLa TV）メインMC

### インターネット
- NOKU・Chaaaaaaan!!（2010年11月 - 2011年、Ustream）不定期で配信

### CM
- アサヒビール アサヒスーパードライ
- MALL OF TV

### ラジオ番組
- SCHOOL OF LOCK! 内ミニコーナー「オロナミンC presents キモチスイッチ」（2008年3月 - 2009年3月、TOKYO FM）

### NHK紅白歌合戦出場歴
| 年度/放送回               | 回 | 曲目                                 | 出演順 | 対戦相手 | 備考                                                    |
| ------------------------- | -- | ------------------------------------ | ------ | -------- | ------------------------------------------------------- |
| 2008年（平成20年）/第59回 | 初 | 羞恥心～陽は、また昇る紅白スペシャル | 19/26  | aiko     | クイズ!ヘキサゴンII内のユニット(羞恥心 with Pabo)で出場 |

## 作品

### 書籍
- 野久保直樹写真集 -Naoki Nokubo-（2012年1月28日、三才ブックス）
- Natural Mind（2013年3月30日、三才ブックス） - フォトエッセイ集

## 参加ユニット
- MEMBERS ONLY
2005年、ワタナベエンターテインメントの携帯サイト内の特別企画から派生した事務所先輩の安藤亮司、同期の三田村瞬、D-BOYS所属の和田正人らで構成されたユニット。事務所ライブのゲスト出演や日記の公開、動画の配信等で活動するが、2006年にメンバーの事務所離籍が続き自然消滅となる。
- 『クイズ!ヘキサゴンII』関連
  - 羞恥心
  - アラジン
  - エアバンド feat.雄&直
- ai-kata
「劇団たいしゅう小説家」から派生した俳優集団で、野久保は2010年6月から参加。2011年8月に「愛のかたまり」から改名。